# Kyrkans Ungdom (Sverige)
Riksförbundet Kyrkans Ungdom (RKU) var en barn- och ungdomsorganisation inom Svenska Kyrkan, bildad 1943 som Riksförbundet Kyrklig Ungdom. Namnbytet från "Kyrklig Ungdom" till "Kyrkans Ungdom" kom 1967. Organisationen upphörde 1993, då man tillsammans med Ansgarsförbundet bildade Svenska Kyrkans Unga. År 1991 var medlemsantalet 17 623 medlemmar varav 15 249 var i åldern 7–25 år.